# Germund
Germund est un prénom masculin scandinave et germanique occidental (allemand, etc.). La forme scandinave est issue du vieux norrois GæiRmundr / Geirmundr, composé des éléments geir « lance, javelot » et mundr « protection », similaire au vieux haut allemand ger et mund qui a donné Germund également. La forme Germund se retrouve aussi en vieux danois. Sa variante islandaise Geirmundur procède directement du vieux norrois.
Le prénom Germund est à l'origine du patronyme suédois Germundsson signifiant « Fils de Germund ».

## Personnalités portant ce prénom
- Germund Dahlquist (1925–2005), mathématicien suédois ;
- Germund Johansson (1969–), athlète suédois ;
- Germund Johansson (1968–), animateur de radio et DJ suédois.

## Patronymes français
Il est principalement issu du germanique occidental, sauf en Normandie où la forme scandinave se superpose à lui
- Germont, porté traditionnellement dans le Nord de l'hexagone
- Guermont, rare porté Dans le Nord-Ouest de la France
- Grémont, forme normande et picarde
- Germond

## Élément de toponyme
- Germondans
- Germond-Rouvre
- Germonville
- La Germondaye
- Grémonville